# 16,777,216
16,777,216(천육백칠십칠만 칠천이백십육)은 16777215보다 크고 16777217보다 작은 자연수다.

## 수학
- 합성수이며, 그 약수는 모두 2의 거듭제곱(20~)이다.
- 16777216=40962=2563=644=166=88=412=224이므로 제곱수, 세제곱수, 4제곱수, 6제곱수, 8제곱수, 12제곱수, 24제곱수다.
- 또 16777216의 역수 1/16777216은 0.000000059604644775390625로 24자리 유한소수다. (2n의 역수 1/2n 은 소수점 아래 n자리 유한소수다.)

## 과학·기술
- 컴퓨터 24비트와 HTML이 표현할 수 있는 최대 색깔 개수.